# جاستن ليبر
جاستن ليبر (بالإنجليزية: Justin Leiber)‏ (10 يوليو 1938، شيكاغو في الولايات المتحدة - 22 مارس 2016، تالاهاسي في الولايات المتحدة)؛ فيلسوف وروائي أمريكي.